# The Sugarhill Gang

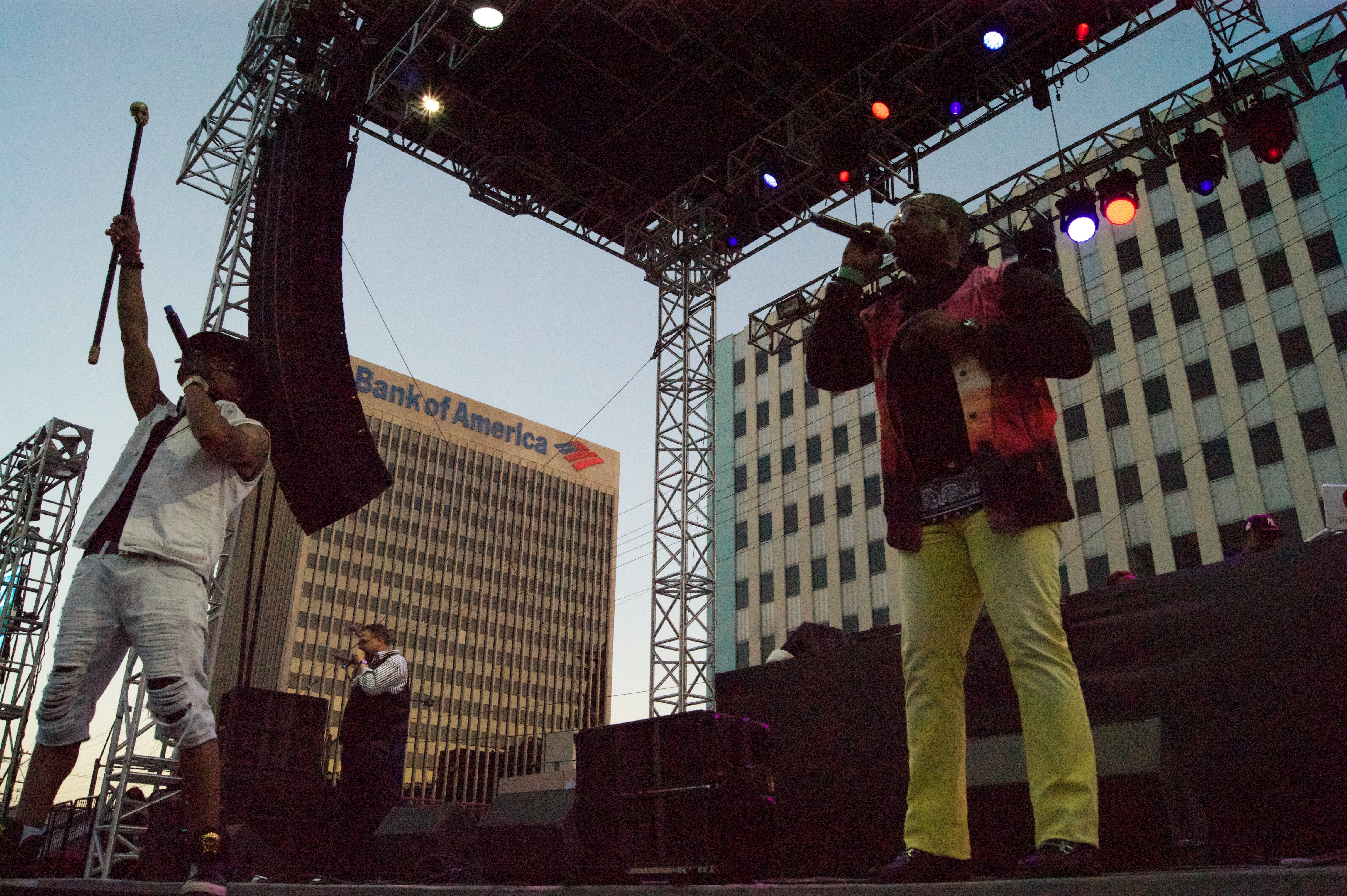

The Sugarhill Gang («Шугахилл Гэнг») — американская рэп-группа из Энглвуда, штат Нью-Джерси, чей дебютный сингл «Rapper’s Delight» 1979 года ознаменовал начало индустрии хип-хопа, о котором до того времени в массовой культуре не было понятия.
Группа была собрана почти случайно за один день Сильвией Робинсон, владельцем Sugar Hill Records, находящемся в Нью-Джерси. В порыве вдохновения группы записала за один день 14-минутную композицию. Её ритм (классическое диско) и партия бас-гитары были взяты из тогдашнего хита Chic «Good Times», поверх был наложен рэп в исполнении трёх эм-си. Одним из достоинств «Rapper’s Delight» является то, что уже в этом первом рэпе 1979 года были даны типичные рифмы, равно как и основополагающие темы хип-хопа: детали бытовой жизни, состязания эм-си, секс, ёрничество и показное тщеславие. Сингл вышел в сентябре 1979 года и, несмотря на то, что ещё несколько чуть более ранее записанных песен оспаривают славу первенства, считается первой пластинкой рэпа, благодаря которой американская публика и СМИ узнали о таком явлении как хип-хоп. Правда, несмотря на популярность песни (36-е место в хит-параде), большинство сходилось во мнении, что это была музыкальная шутка, из которой далее ничего не выйдет. Следом были записаны синглы на стыке между рэпом и фанком. Группа продолжает выступать по сей день в составе шоу хип-хопа старой школы.
Музыка из композиции «Kick It Live From 9 To 5» была использована в заставке телепрограммы «600 секунд», выходившей в эфир на Ленинградском телевидении в конце 1980-х — начале 1990-х годов.
11 ноября 2014 один из участников группы, Биг Бэнк Хэнк, скончался после долгой борьбы с раком.

## Дискография

### Студийные альбомы
| Год  | Название                                                           | Позиция в чартах | Позиция в чартах | Позиция в чартах |
| Год  | Название                                                           | U.S. top 200     | U.S. R&B         | NZ               |
| ---- | ------------------------------------------------------------------ | ---------------- | ---------------- | ---------------- |
| 1980 | Sugarhill Gang - Релиз: 7 февраля 1980 - Лейбл: Sugar Hill Records | —                | 4                | —                |
| 1982 | 8th Wonder - Релиз: 24 ноября 1982 - Лейбл: Sugar Hill             | 50               | 15               | 44               |
| 1983 | Rappin' Down Town - Релиз: 1983 - Лейбл: Sugar Hill                |                  |                  |                  |
| 1984 | Livin' in the Fast Lane - Лейбл: Sugar Hill                        | —                | —                | —                |
| 1999 | Jump on It! - Релиз: 16 апреля 1999 - Лейбл: Rhino Entertainment   | —                | —                | —                |

### Компиляции
- Sugarhill Gang Greatest Hits (1984)
- The Best of Sugarhill Gang: Rapper’s Delight (1996)
- Ain’t Nothin' but a Party (1998)
- Back to the Old School 2 — Rapper’s Delights (1999)
- Sugarhill Gang, The* Vs. Grandmaster Flash — The Greatest Hits (2000)
- The Greatest Hits of Sugarhill Gang (2004 Tour) (2004)
- The Story of Sugarhill Records (2005)
- Hip Hop Anniversary Europe Tour: Sugarhill Gang Live (2008)
- Rhythm & Rhymes: The Definitive Collection (2010)

### Синглы
| Год  | Название                                                              | Позиция в чартах | Позиция в чартах | Позиция в чартах | Позиция в чартах | Позиция в чартах | Альбом                  |
| Год  | Название                                                              | U.S. Hot 100     | U.S. R&B         | U.S. Club Play   | NZ               | UK               | Альбом                  |
| ---- | --------------------------------------------------------------------- | ---------------- | ---------------- | ---------------- | ---------------- | ---------------- | ----------------------- |
| 1979 | «Rapper’s Delight»                                                    | 36               | 4                | 14               | 18               | 3                | Sugarhill Gang          |
| 1980 | «Rapper’s Reprise (Jam Jam)»                                          | —                | —                | —                | —                | —                | Sugarhill Gang          |
| 1980 | «8th Wonder»                                                          | 82               | 15               | 38               | —                | —                | 8th Wonder              |
| 1981 | «Apache»                                                              | 53               | 13               | 51               | —                | —                | 8th Wonder              |
| 1981 | «Showdown» (обозначены как The Furious Five meets The Sugarhill Gang) | —                | 49               | —                | —                | —                | 8th Wonder              |
| 1982 | «The Lover in You»                                                    | —                | 55               | —                | —                | 54               | Rappin Down Town        |
| 1983 | «The Word Is Out»                                                     | —                | 71               | —                | —                | —                | Rappin Down Town        |
| 1983 | «Be a Winner»                                                         | —                | —                | —                | —                | —                | Rappin Down Town        |
| 1983 | «Kick It Live from 9 to 5» / «The Lover in You»                       | —                | 50               | —                | —                | —                | Livin' in the Fast Lane |
| 1984 | «Livin' in the Fast Lane»                                             | —                | —                | —                | —                | —                | Livin' in the Fast Lane |
| 1984 | «Troy» / «Girls»                                                      | —                | —                | —                | —                | —                | Livin' in the Fast Lane |
| 1984 | «The Down Beat»                                                       | —                | —                | —                | —                | —                | —                       |
| 1985 | «Work, Work the Body»                                                 | —                | —                | —                | —                | —                | —                       |
| 1989 | «Rapper’s Delight (Hip Hop Remix '89)»                                | —                | —                | —                | 34               | 58               | —                       |
| 2009 | «Lala Song» (обозначены как Bob Sinclar featuring The Sugarhill Gang) | —                | —                | —                | —                | —                | —                       |